# Умм аль-Банин
Фатима бинт Хузам (араб. فَاطِمَة بِنْت حُزَام‎; более известная как Умм аль-Банин (араб. أُمّ ٱلْبَنِين‎, букв. «мать сыновей; ум. 683) — жена четвёртого Праведного халифа Али ибн Абу Талиба (годы правления  656–661) и первого шиитского имама. Она принадлежала к племени Бану Килаб, племени в составе конфедерации Кайс. Умм аль-Банин вышла замуж за Али спустя некоторое время после смерти в 632 году его первой жены Фатимы, дочери исламского пророка Мухаммеда. Она родила Али четверых сыновей, которые все погибли в битве при Кербеле в 680 году.

## Биография
Его отцом был Абу-ль-Маджл Хиззам бин Халид из племени Бану Килаб, а матерью — Лейла или Самаме, дочь Сухейля бин Амира бин Малика. Племя Килаб — это племя предков Пророка Мухаммеда. Ее дата рождения неизвестна. Шиитский историк Абу-ль-Фарадж аль-Исфахани приводит некоторую информацию о её браке с Али ибн Абу Талибом в своем историко-биографическом сборнике о потомках Али «Maqatil al-Talibiyyin». Он пишет, что Акиль, брат Али, сведущий в арабской генеалогии, познакомил Фатиму бинт Хузам с Али, потому что её племя славилось храбростью, в надежде, что она родит Али храбрых сыновей. Таким образом, Али женился на ней в 11 году хиджры. Её брак с Али принёс паре четырех сыновей: Аббаса, Абдуллу, Джафара и Усмана. Именно из-за храбрости её сыновей она стала известна как Умм аль-Банин (буквально «мать сыновей»), это качество приписываемое Фатиме бинт Хузам. В 680 году все четверо сражались вместе со своим сводным братом Хусейном ибн Али в битве при Кербеле и были убиты вместе с ним. Когда караван пленных из Кербелы вошёл в Медину, они передали ей известие о мученической смерти её детей, когда Умм аль-Банин получила эту новость она, как говорят, сказала, что отдала бы своих сыновей и всё на земле, чтобы снова увидеть Хусейна живым. Шиитский ученый Юсофи-Ошкури рассматривает это как знак ее преданности Ахль аль-Байт, то есть семейству пророка Мухаммеда.
По возвращении из Кербелы Зайнаб бинт Али, как говорят, лично посетила Умм аль-Банин, чтобы выразить соболезнования. Она регулярно посещала кладбище Аль-Баки в Медине, чтобы оплакивать своего внука, Убайдуллаха, который был сыном Аббаса. Она так сильно оплакивала сыновей, что доводила присутствующих до слёз, даже, по-видимому, Омейядского халифа Марвана I ибн аль-Хакам. Она похоронена в аль-Баки, рядом с тетями Мухаммеда Сафийей и Атикэ., но год ее смерти неизвестен, также как и дата её рождения . В некоторых источниках упоминается дата её смерти — 13 Джумада аль-ахира 64 или 70 года. 

## В шиитской культуре
Шиитские женщины, особенно в Иране, совершают мольбу тавассуль Умм аль-Банин, прося её душу присоединиться к её молитвам к ним, особенно когда они в крайней нужде или обрести терпение в трудные времена. 